# آنتونی گولتس
آنتونی گولتس (کرواتی: Antony Golec؛ تلفظ کرواتی: [ˈaŋˈtoˈnê: ˈɡo:lě:ts]، زادهٔ ۲۹ مهٔ ۱۹۹۰) یک بازیکن فوتبال اهل استرالیا است.
از باشگاه‌هایی که در آن بازی کرده‌است می‌توان به باشگاه فوتبال سیدنی، باشگاه فوتبال آدلاید یونایتد، باشگاه فوتبال وسترن سیدنی واندررز، باشگاه فوتبال پرث گلوری، باشگاه فوتبال شریف تیراسپول و پرسپولیس تهران اشاره کرد.